# Muanga II
Danieri Basamula Equere Muanga II Mucassa (em luganda: Danieri Basammula-Ekkere Mwanga II Mukasa; 1868 – 8 de maio de 1903) foi 31.º cabaca do Reino de Buganda (atual Uganda) entre os anos de 1884 e 1899. É  conhecido por ter tido abertamente relações bissexuais e ficou marcado como um perseguidor de cristãos e muçulmanos durante seu reinado.

## Biografia
Muanga II ascendeu ao trono aos 16 anos após a morte de seu pai, Mutesa I. Em acordo com a cultura pré-colonialista de seu povo, tinha esposas e concubinas e também mantinha relações sexuais com indivíduos do mesmo sexo, sendo por conta disso conhecido até os dias atuais como "rei gay" apesar de que provavelmente tenha sido bissexual.[carece de fontes?]
Sua orientação sexual pesou grandemente na sua relação com os cristãos presentes em seu reino, sendo talvez um dos fatores decisivos que trouxeram diversas crises ao seu reinado.[carece de fontes?]

## Perseguição aos cristãos
Um dos maiores adversários políticos do rei era o missionário presbiteriano Alexander Murdoch Mackay. Ele havia sido amigo do rei Mutesa I, que convocou missionários ao seu país para vigiar suas ações de perto, mas havia conquistado a antipatia de Muanga II desde que este havia subido ao trono após seu pai adoecer.
O missionário chegou a descrever Muanga como "viciado em cannabis e inimigo dos árabes". Um dos primeiros eventos de atrito entre o monarca e o cristão se deu quando um jovem na corte de Buganda recusou os avanços sexuais do rei, ao que Mackay chamou de "um ato de esplêndida desobediência e corajosa resistência às ordens deste Nero negro".[carece de fontes?]
Em janeiro de 1885, Muanga manda prender todos os simpatizantes do cristianismo dentro de seu reino, incluindo cinco jovens a serviço de Mackay. Um deles foi libertado enquanto os outros quatro foram mortos. Em outubro do mesmo ano, James Hannington, arcebispo anglicano em viagem pelo Reino de Buganda, também foi assassinado apesar das fontes históricas alegarem que o episódio pode ter sido um mal-entendido, o que no entanto não impediu que os inimigos políticos do rei o usassem para manchar sua imagem pública.
Entre 1886 e 1887, Muanga II ordenou a execução de 35 a 40 homens que ele acreditava estarem conspirando contra seu governo junto dos missionários. A medida drástica deu-se numa tentativa do rei proteger seu país do avanço imperialista cada vez maior dos europeus e da tentativa de interferência de afro-árabes e germanos na política interna de Buganda.
Os Mártires de Uganda, como ficaram conhecidos os 40 mártires cristãos, foram beatificados em 1920 e canonizados posteriormente em 1964.

## Guerra e exílio
O monarca faria um acordo com os cristãos protestantes para se tornar novamente o rei em 1892, mas com seu poder severamente diminuído, ele percebeu que tinha que se livrar dos colonizadores. Começou a construir um exército rebelde em segredo e, em 1897, Muanga travou uma guerra contra os britânicos.
Ele perdeu e, depois de mais algumas tentativas de rebelião, foi finalmente exilado nas ilhas Seicheles, de propriedade britânica, em 1899, onde morreu quatro anos depois, aos 35 anos. 

## Legado
Muanga II foi a última figura política a lutar contra o colonialismo britânico em África. Conhecido principalmente pelo assassinato dos Mártires de Uganda, e por diversos genocídios contra cristãos de outras denominações. 